# Seis Personagens à Procura de um Autor
Seis personagens à procura de um autor é uma das peças mais conhecidas de Luigi Pirandello (1867-1936). 
Escrita em 1921, Seis personagens à Procura de Autor relata um ensaio de teatro.

## Resumo
O ensaio é invadido por seis personagens que, rejeitadas por seu criador, tentam convencer o diretor da companhia a encenar suas vidas.
No início, o diretor fica perturbado por ter seu ensaio interrompido, mas aos poucos começa a interessar-se pela situação inusitada que se apresenta diante de seus olhos. As personagens o convidam a encenar suas vidas, mostrando que mereciam ter uma chance. Com isso, acabam convencendo-o a tornar-se autor. 
As discussões entre as personagens e o diretor compõem uma análise filosófica do teatro. Assim, o peso da peça divide-se entre a narrativa em si, e os aspectos paratextuais, que ganham a cena.
Diretor e personagens discutindo constroem também uma querela de formas de fazer teatro. As personagens, tentando mostrar ao diretor que suas vidas são reais, em relação ao palco, e ele defendendo a relatividade do que está sobre o palco, toma como parâmetro a vida "real". A peça entra, assim, em um outro aspecto: torna-se um estudo metalingüístico do teatro, a arte discutindo a si mesma. A forma de representação proposta pelo diretor não é aceita pelas personagens. Não querem ser representadas pelos atores da companhia. Afinal, como alguém poderia representar melhor a vida de uma personagem do que ela própria?

## Representações
A primeira montagem no Brasil contou com: Sérgio Cardoso, Cacilda Becker e Paulo Autran.
Há outra montagem brasileira, levada ao palco em 1977, dirigida por Paulo José e estrelada por Dina Sfat e Rogério Fróes, com participação de Hélio Ari, Laís Braga, Tiago Santiago etc. 